# Badminton-Afrikameisterschaft 2017
Die Badminton-Afrikameisterschaft 2017 fand vom 16. bis zum 23. April 2017 in Benoni statt.

## Medaillengewinner
| Disziplin    | Gold | Silber | Bronze |
| ------------ | --- | --- | --- |
| Herreneinzel | Adel Hamek | Ahmed Salah | Georges Paul |
| Herreneinzel | Adel Hamek | Ahmed Salah | Ali Ahmed El Khateeb |
| Dameneinzel  | Kate Foo Kune | Hadia Hosny | Dorcas Ajoke Adesokan |
| Dameneinzel  | Kate Foo Kune | Hadia Hosny | Menna Eltanany |
| Herrendoppel | Koceila Mammeri Youcef Sabri Medel | Andries Malan James Hilton McManus | Mohamed Abderrahime Belarbi Adel Hamek |
| Herrendoppel | Koceila Mammeri Youcef Sabri Medel | Andries Malan James Hilton McManus | Ali Ahmed El Khateeb Adham Hatem Elgamal |
| Damendoppel  | Michelle Butler-Emmett Jennifer Fry | Doha Hany Hadia Hosny | Dorcas Ajoke Adesokan Zainab Momoh |
| Damendoppel  | Michelle Butler-Emmett Jennifer Fry | Doha Hany Hadia Hosny | Sandra Le Grange Johanita Scholtz |
| Mixed        | Andries Malan Jennifer Fry | Georges Paul Kate Foo Kune | Ahmed Salah Menna Eltanany |
| Mixed        | Andries Malan Jennifer Fry | Georges Paul Kate Foo Kune | Adham Hatem Elgamal Doha Hany |
| Teams        | Ägypten Abdelrahman Abdelhakim Ali Ahmed El Khateeb Adham Hatem Elgamal Ahmed Salah, Nadine Ashraf Menna Eltanany Doha Hany Hadia Hosny | Südafrika Cameron Coetzer Andries Malan James Hilton McManus Bongani von Bodenstein, Michelle Butler-Emmett Jennifer Fry Sandra Le Grange Johanita Scholtz | Nigeria Gideon Babalola Habeeb Temitop Bello Clement Krobakpo Abdulfatai Salaudeen, Dorcas Ajoke Adesokan Zainab Momoh                               |
| Teams        | Ägypten Abdelrahman Abdelhakim Ali Ahmed El Khateeb Adham Hatem Elgamal Ahmed Salah, Nadine Ashraf Menna Eltanany Doha Hany Hadia Hosny | Südafrika Cameron Coetzer Andries Malan James Hilton McManus Bongani von Bodenstein, Michelle Butler-Emmett Jennifer Fry Sandra Le Grange Johanita Scholtz | Sambia Chongo Mulenga Kalombo Mulenga Rodrick Mulenga Mwansa Juma Muwowo, Elizaberth Chipeleme Ngandwe Miyambo Evelyn Siamupangila Ogar Siamupangila |

## Resultate

### Herreneinzel
- Georges Paul –  Jason Mann: 21-13 / 21-12
- Jason Mann –  Ashel Dziva: 21-10 / 21-8
- Georges Paul –  Ashel Dziva: 21-3 / 21-10
- Ahmed Salah –  Fred Kirabo: 21-14 / 21-8
- Bongani von Bodenstein –  Fred Kirabo: 21-15 / 21-17
- Ahmed Salah –  Bongani von Bodenstein: 21-11 / 21-10
- Aatish Lubah –  Majed Yacine Balahoune: 21-13 / 21-13
- Habeeb Temitope Bello –  Majed Yacine Balahoune: 21-19 / 18-21 / 21-8
- Habeeb Temitope Bello –  Aatish Lubah: 11-21 / 21-19 / 21-10
- Ruan Snyman –  Christopher Paul: 21-15 / 21-14
- Ruan Snyman –  Gideon Babalola: 21-10 / 7-21 / 21-16
- Christopher Paul –  Gideon Babalola: 21-7 / 21-13
- Abdelrahman Abdelhakim –  Juma Muwowo: 21-16 / 21-8
- Juma Muwowo –  Jason Coetzer: 21-16 / 21-7
- Abdelrahman Abdelhakim –  Jason Coetzer: 21-12 / 21-10
- Ali Ahmed El Khateeb –  Jean Bernard Bongout: 14-21 / 21-11 / 21-15
- Ali Ahmed El Khateeb –  Thabani Mathe: 21-12 / 21-7
- Jean Bernard Bongout –  Thabani Mathe: 21-11 / 21-10
- Clement Krobakpo –  Kalombo Mulenga: 18-21 / 21-9 / 21-11
- Clement Krobakpo –  Koceila Mammeri: 21-16 / 21-17
- Kalombo Mulenga –  Koceila Mammeri: 22-20 / 21-14
- Chongo Mulenga –  Prince Chinguwa: 21-4 / 21-5
- Tefo Kabomo –  Prince Chinguwa: 21-9 / 21-1
- Chongo Mulenga –  Tefo Kabomo: 21-6 / 21-7
- Youcef Sabri Medel –  Michael Jennings: 21-15 / 21-5
- Youcef Sabri Medel –  Rodrick Mulenga Mwansa: 21-10 / 21-11
- Michael Jennings –  Rodrick Mulenga Mwansa: 21-19 / 21-19
- Adel Hamek –  Melvin Appiah: 21-11 / 21-14
- Adel Hamek –  Tumisang Olekantse: 21-16 / 21-8
- Melvin Appiah –  Tumisang Olekantse: 21-19 / 21-17
- Mohamed Abderrahime Belarbi –  Cameron Coetzer: 21-12 / 21-11
- Cameron Coetzer –  Abdulfatai Salaudeen: 21-14 / 21-14
- Mohamed Abderrahime Belarbi –  Abdulfatai Salaudeen: 21-13 / 21-8
- Adham Hatem Elgamal –  Isaac Senfuka: 21-8 / 21-5
- Kervin Ghislain –  Tlhoego Chamo: 21-14 / 21-9
- Adham Hatem Elgamal –  Clement Krobakpo: 12-21 / 21-9 / 23-21
- Adel Hamek –  Abdelrahman Abdelhakim: 21-17 / 21-17
- Ali Ahmed El Khateeb –  Youcef Sabri Medel: 22-20 / 21-7
- Habeeb Temitope Bello –  Kervin Ghislain: 21-16 / 21-19
- Mohamed Abderrahime Belarbi –  Chongo Mulenga: 21-17 / 14-21 / 21-12
- Georges Paul –  Adham Hatem Elgamal: 21-12 / 21-11
- Adel Hamek –  Ruan Snyman: 21-14 / 21-16
- Ali Ahmed El Khateeb –  Habeeb Temitope Bello: 21-15 / 7-21 / 21-14
- Ahmed Salah –  Mohamed Abderrahime Belarbi: 23-21 / 21-19

#### Endrunde
|  | Halbfinale | Halbfinale           | Halbfinale | Halbfinale | Halbfinale |  |  | Finale | Finale      | Finale | Finale | Finale |
|  |            |                      |            |            |            |  |  |        |             |        |        |        |
|  |            |                      |            |            |            |  |  |        |             |        |        |        |
|  | 1          | Georges Paul         | 21         | 15         | 20         |  |  |        |             |        |        |        |
|  |            | Adel Hamek           | 15         | 21         | 22         |  |  |        |             |        |        |        |
|  |            |                      |            |            |            |  |  |        | Adel Hamek  | 21     | 21     |        |
|  |            |                      |            |            |            |  |  | 2      | Ahmed Salah | 19     | 13     |        |
|  |            | Ali Ahmed El Khateeb | 17         | 16         |            |  |  |        |             |        |        |        |
|  | 2          | Ahmed Salah          | 21         | 21         |            |  |  |        |             |        |        |        |
|  |            |                      |            |            |            |  |  |        |             |        |        |        |

### Dameneinzel
- Kate Foo Kune –  Leungo Tshweneetsile: 21-7 / 21-5
- Ngandwe Miyambo –  Leungo Tshweneetsile: 16-21 / 21-11 / 21-19
- Kate Foo Kune –  Ngandwe Miyambo: 21-8 / 21-2
- Hadia Hosny –  Sendila Mourat: 21-10 / 21-8
- Sendila Mourat –  Jabulile Geninda: 21-15 / 21-16
- Hadia Hosny –  Jabulile Geninda: 21-14 / 21-6
- Ogar Siamupangila –  Botho Makubate: 21-13 / 21-7
- Botho Makubate –  Kuzivakwashe Tritania Mudzamiri: 21-6 / 21-7
- Ogar Siamupangila –  Kuzivakwashe Tritania Mudzamiri: 21-10 / 21-6
- Menna Eltanany –  Demi Botha: 21-14 / 21-16
- Demi Botha –  Kobita Dookhee: 21-9 / 21-18
- Menna Eltanany –  Kobita Dookhee: 21-11 / 21-17
- Halla Bouksani –  Zainab Momoh: 21-10 / 21-16
- Zainab Momoh –  Nyasha Kopolo: 21-8 / 21-7
- Halla Bouksani –  Nyasha Kopolo: 21-6 / 21-3
- Linda Mazri –  Zani Van Der Merwe: 21-14 / 21-7
- Doha Hany –  Linda Mazri: 21-10 / 21-7
- Doha Hany –  Zani Van Der Merwe: 21-7 / 21-8
- Sandra Le Grange –  Betty Apio: 21-9 / 21-15
- Sandra Le Grange –  Nadine Ashraf: 21-16 / 21-11
- Nadine Ashraf –  Betty Apio: 21-8 / 21-8
- Alisen Camille –  Elizaberth Chipeleme: 21-15 / 21-10
- Tessa Kabelo –  Elizaberth Chipeleme: 21-16 / 22-20
- Alisen Camille –  Tessa Kabelo: 21-12 / 21-8
- Dorcas Ajoke Adesokan –  Gladys Mbabazi: 21-10 / 21-7
- Dorcas Ajoke Adesokan –  Ganesha Mungrah: 21-7 / 21-7
- Gladys Mbabazi –  Ganesha Mungrah: 21-19 / 21-12
- Johanita Scholtz –  Evelyn Siamupangila: 21-6 / 21-13
- Johanita Scholtz –  Halla Bouksani: 21-12 / 21-17
- Dorcas Ajoke Adesokan –  Doha Hany: 21-17 / 21-15
- Kate Foo Kune –  Sandra Le Grange: 21-11 / 21-15
- Menna Eltanany –  Johanita Scholtz: 21-14 / 11-21 / 22-20
- Dorcas Ajoke Adesokan –  Ogar Siamupangila: 19-21 / 21-10 / 21-13
- Hadia Hosny –  Alisen Camille: 21-17 / 21-10

#### Endrunde
|  | Halbfinale | Halbfinale            | Halbfinale | Halbfinale | Halbfinale |  |  | Finale | Finale        | Finale | Finale | Finale |
|  |            |                       |            |            |            |  |  |        |               |        |        |        |
|  |            |                       |            |            |            |  |  |        |               |        |        |        |
|  | 1          | Kate Foo Kune         | 21         | 21         |            |  |  |        |               |        |        |        |
|  | 4          | Menna Eltanany        | 14         | 16         |            |  |  |        |               |        |        |        |
|  |            |                       |            |            |            |  |  | 1      | Kate Foo Kune | 16     | 21     | 21     |
|  |            |                       |            |            |            |  |  | 2      | Hadia Hosny   | 21     | 14     | 8      |
|  |            | Dorcas Ajoke Adesokan | 21         | 19         | 13         |  |  |        |               |        |        |        |
|  | 2          | Hadia Hosny           | 13         | 21         | 21         |  |  |        |               |        |        |        |
|  |            |                       |            |            |            |  |  |        |               |        |        |        |

### Herrendoppel
- Aatish Lubah /  Georges Paul –  Fred Kirabo /  Isaac Senfuka: 21-13 / 21-10
- Fred Kirabo /  Isaac Senfuka –  Tumisang Olekantse /  Orideetse Thela: 21-19 / 9-21 / 21-12
- Aatish Lubah /  Georges Paul –  Tumisang Olekantse /  Orideetse Thela: 21-10 / 21-13
- Abdelrahman Abdelhakim /  Ahmed Salah –  Jean Bernard Bongout /  Christopher Paul: 21-14 / 19-21 / 21-14
- Cameron Coetzer /  Jason Coetzer –  Jean Bernard Bongout /  Christopher Paul: 9-21 / 21-19 / 21-19
- Abdelrahman Abdelhakim /  Ahmed Salah –  Cameron Coetzer /  Jason Coetzer: 21-16 / 11-21 / 21-16
- Ruan Snyman /  Bongani von Bodenstein –  Melvin Appiah /  Tejraj Pultoo: 21-16 / 22-20
- Koceila Mammeri /  Youcef Sabri Medel –  Melvin Appiah /  Tejraj Pultoo: 21-14 / 21-10
- Koceila Mammeri /  Youcef Sabri Medel –  Ruan Snyman /  Bongani von Bodenstein: 21-8 / 21-15
- Chongo Mulenga /  Kalombo Mulenga –  Michael Jennings /  Jason Mann: 21-18 / 21-10
- Michael Jennings /  Jason Mann –  Ashel Dziva /  Thabani Mathe: 21-15 / 21-11
- Chongo Mulenga /  Kalombo Mulenga –  Ashel Dziva /  Thabani Mathe: 21-12 / 21-13
- Mohamed Abderrahime Belarbi /  Adel Hamek –  Kervin Ghislain /  Steve Malcouzane: 21-8 / 21-11
- Habeeb Temitope Bello /  Abdulfatai Salaudeen –  Kervin Ghislain /  Steve Malcouzane: 21-16 / 18-21 / 26-24
- Mohamed Abderrahime Belarbi /  Adel Hamek –  Habeeb Temitope Bello /  Abdulfatai Salaudeen: 15-21 / 21-7 / 21-14
- Gideon Babalola /  Clement Krobakpo –  Tlhoego Chamo /  Tefo Kabomo: 21-12 / 21-11
- Gideon Babalola /  Clement Krobakpo –  Rodrick Mulenga Mwansa /  Juma Muwowo: 21-11 / 21-15
- Tlhoego Chamo /  Tefo Kabomo –  Rodrick Mulenga Mwansa /  Juma Muwowo: 21-13 / 21-14
- Andries Malan /  James Hilton McManus –  Ali Ahmed El Khateeb /  Adham Hatem Elgamal: 21-18 / 21-15
- Andries Malan /  James Hilton McManus –  Ruan Snyman /  Bongani von Bodenstein: 21-8 / 21-17
- Chongo Mulenga /  Kalombo Mulenga –  Tlhoego Chamo /  Tefo Kabomo: 21-13 / 21-23 / 21-15
- Mohamed Abderrahime Belarbi /  Adel Hamek –  Cameron Coetzer /  Jason Coetzer: 21-15 / 21-10
- Koceila Mammeri /  Youcef Sabri Medel –  Habeeb Temitope Bello /  Abdulfatai Salaudeen: 21-11 / 21-16
- Ali Ahmed El Khateeb /  Adham Hatem Elgamal –  Michael Jennings /  Jason Mann: 21-18 / 22-20
- Gideon Babalola /  Clement Krobakpo –  Fred Kirabo /  Isaac Senfuka: w.o.
- Andries Malan /  James Hilton McManus –  Aatish Lubah /  Georges Paul: 10-21 / 21-18 / 21-13
- Mohamed Abderrahime Belarbi /  Adel Hamek –  Chongo Mulenga /  Kalombo Mulenga: 21-15 / 21-18
- Koceila Mammeri /  Youcef Sabri Medel –  Gideon Babalola /  Clement Krobakpo: 21-13 / 21-16
- Ali Ahmed El Khateeb /  Adham Hatem Elgamal –  Abdelrahman Abdelhakim /  Ahmed Salah: 19-21 / 21-14 / 21-11

#### Endrunde
|  | Halbfinale | Halbfinale                               | Halbfinale | Halbfinale | Halbfinale |  |  | Finale | Finale                             | Finale | Finale | Finale |
|  |            |                                          |            |            |            |  |  |        |                                    |        |        |        |
|  |            |                                          |            |            |            |  |  |        |                                    |        |        |        |
|  |            | Andries Malan James Hilton McManus       | 21         | 21         |            |  |  |        |                                    |        |        |        |
|  |            | Mohamed Abderrahime Belarbi Adel Hamek   | 17         | 15         |            |  |  |        |                                    |        |        |        |
|  |            |                                          |            |            |            |  |  |        | Andries Malan James Hilton McManus | 21     | 19     | 9      |
|  |            |                                          |            |            |            |  |  |        | Koceila Mammeri Youcef Sabri Medel | 13     | 21     | 21     |
|  |            | Koceila Mammeri Youcef Sabri Medel       | 18         | 21         | 21         |  |  |        |                                    |        |        |        |
|  |            | Ali Ahmed El Khateeb Adham Hatem Elgamal | 21         | 14         | 15         |  |  |        |                                    |        |        |        |
|  |            |                                          |            |            |            |  |  |        |                                    |        |        |        |

### Damendoppel
- Menna Eltanany /  Nadine Ashraf –  Nyasha Kopolo /  Kuzivakwashe Tritania Mudzamiri: 21-3 / 21-7
- Michelle Butler-Emmett /  Jennifer Fry –  Nyasha Kopolo /  Kuzivakwashe Tritania Mudzamiri: 21-2 / 21-2
- Michelle Butler-Emmett /  Jennifer Fry –  Menna Eltanany /  Nadine Ashraf: 21-11 / 21-16
- Evelyn Siamupangila /  Ogar Siamupangila –  Doha Hany /  Hadia Hosny: 21-18 / 20-22 / 22-20
- Doha Hany /  Hadia Hosny –  Demi Botha /  Lee-Ann De Wet: 21-16 / 21-19
- Demi Botha /  Lee-Ann De Wet –  Evelyn Siamupangila /  Ogar Siamupangila: 21-16 / 21-13
- Jabulile Geninda /  Zani Van Der Merwe –  Betty Apio /  Gladys Mbabazi: 8-21 / 21-19 / 21-11
- Dorcas Ajoke Adesokan /  Zainab Momoh –  Betty Apio /  Gladys Mbabazi: 21-12 / 21-17
- Dorcas Ajoke Adesokan /  Zainab Momoh –  Jabulile Geninda /  Zani Van Der Merwe: 21-14 / 21-6
- Kobita Dookhee /  Sendila Mourat –  Halla Bouksani /  Linda Mazri: 21-8 / 19-21 / 21-19
- Kobita Dookhee /  Sendila Mourat –  Elizaberth Chipeleme /  Ngandwe Miyambo: 21-9 / 21-17
- Halla Bouksani /  Linda Mazri –  Elizaberth Chipeleme /  Ngandwe Miyambo: 21-14 / 21-17
- Sandra Le Grange /  Johanita Scholtz –  Botho Makubate /  Leungo Tshweneetsile: 21-8 / 21-12
- Sandra Le Grange /  Johanita Scholtz –  Demi Botha /  Lee-Ann De Wet: 21-15 / 21-16
- Botho Makubate /  Leungo Tshweneetsile –  Menna Eltanany /  Nadine Ashraf: 7-21 / 21-16 / 21-19
- Michelle Butler-Emmett /  Jennifer Fry –  Jabulile Geninda /  Zani Van Der Merwe: 21-13 / 21-12
- Sandra Le Grange /  Johanita Scholtz –  Kobita Dookhee /  Sendila Mourat: 21-11 / 21-13
- Dorcas Ajoke Adesokan /  Zainab Momoh –  Botho Makubate /  Leungo Tshweneetsile: 21-13 / 21-10
- Doha Hany /  Hadia Hosny –  Halla Bouksani /  Linda Mazri: 17-21 / 21-13 / 21-19

#### Endrunde
|  | Halbfinale | Halbfinale                          | Halbfinale | Halbfinale | Halbfinale |  |  | Finale | Finale                              | Finale | Finale | Finale |
|  |            |                                     |            |            |            |  |  |        |                                     |        |        |        |
|  |            |                                     |            |            |            |  |  |        |                                     |        |        |        |
|  |            | Michelle Butler-Emmett Jennifer Fry | 21         | 22         |            |  |  |        |                                     |        |        |        |
|  |            | Sandra Le Grange Johanita Scholtz   | 15         | 20         |            |  |  |        |                                     |        |        |        |
|  |            |                                     |            |            |            |  |  |        | Michelle Butler-Emmett Jennifer Fry | 21     | 15     | 21     |
|  |            |                                     |            |            |            |  |  |        | Doha Hany Hadia Hosny               | 12     | 21     | 12     |
|  |            | Dorcas Ajoke Adesokan Zainab Momoh  | 4          | 26         | 18         |  |  |        |                                     |        |        |        |
|  |            | Doha Hany Hadia Hosny               | 21         | 24         | 21         |  |  |        |                                     |        |        |        |
|  |            |                                     |            |            |            |  |  |        |                                     |        |        |        |

### Mixed
- Ahmed Salah /  Menna Eltanany –  Melvin Appiah /  Ganesha Mungrah: 21-11 / 21-13
- Gideon Babalola /  Dorcas Ajoke Adesokan –  Melvin Appiah /  Ganesha Mungrah: 21-10 / 21-8
- Ahmed Salah /  Menna Eltanany –  Gideon Babalola /  Dorcas Ajoke Adesokan: 21-19 / 12-21 / 22-20
- Juma Muwowo /  Ogar Siamupangila –  Fred Kirabo /  Betty Apio: 21-18 / 9-21 / 21-6
- Fred Kirabo /  Betty Apio –  Aatish Lubah /  Kobita Dookhee: 16-21 / 21-16 / 21-18
- Juma Muwowo /  Ogar Siamupangila –  Aatish Lubah /  Kobita Dookhee: 19-21 / 21-17 / 21-17
- Abdelrahman Abdelhakim /  Nadine Ashraf –  Tefo Kabomo /  Tessa Kabelo: 21-11 / 21-17
- Jason Mann /  Lee-Ann De Wet –  Tefo Kabomo /  Tessa Kabelo: 21-6 / 21-12
- Abdelrahman Abdelhakim /  Nadine Ashraf –  Jason Mann /  Lee-Ann De Wet: 21-18 / 21-18
- Chongo Mulenga /  Evelyn Siamupangila –  Thabani Mathe /  Kuzivakwashe Tritania Mudzamiri: 21-6 / 21-9
- Koceila Mammeri /  Linda Mazri –  Thabani Mathe /  Kuzivakwashe Tritania Mudzamiri: 21-6 / 21-6
- Koceila Mammeri /  Linda Mazri –  Chongo Mulenga /  Evelyn Siamupangila: 21-8 / 21-14
- Georges Paul /  Kate Foo Kune –  Isaac Senfuka /  Gladys Mbabazi: 21-11 / 21-12
- Ali Ahmed El Khateeb /  Hadia Hosny –  Isaac Senfuka /  Gladys Mbabazi: 21-10 / 21-17
- Georges Paul /  Kate Foo Kune –  Ali Ahmed El Khateeb /  Hadia Hosny: 21-14 / 21-14
- Kalombo Mulenga /  Elizaberth Chipeleme –  Bongani von Bodenstein /  Johanita Scholtz: 21-16 / 16-21 / 21-15
- Bongani von Bodenstein /  Johanita Scholtz –  Habeeb Temitope Bello /  Zainab Momoh: 21-11 / 21-19
- Kalombo Mulenga /  Elizaberth Chipeleme –  Habeeb Temitope Bello /  Zainab Momoh: 21-13 / 21-6
- James Hilton McManus /  Michelle Butler-Emmett –  Tumisang Olekantse /  Leungo Tshweneetsile: 21-13 / 21-6
- James Hilton McManus /  Michelle Butler-Emmett –  Rodrick Mulenga Mwansa /  Ngandwe Miyambo: 21-12 / 21-7
- Tumisang Olekantse /  Leungo Tshweneetsile –  Rodrick Mulenga Mwansa /  Ngandwe Miyambo: 21-17 / 21-14
- Adham Hatem Elgamal /  Doha Hany –  Cameron Coetzer /  Demi Botha: 21-19 / 21-12
- Adham Hatem Elgamal /  Doha Hany –  Tlhoego Chamo /  Botho Makubate: 21-11 / 21-8
- Cameron Coetzer /  Demi Botha –  Tlhoego Chamo /  Botho Makubate: 21-9 / 21-19
- Tejraj Pultoo /  Sendila Mourat –  Ashel Dziva /  Nyasha Kopolo: 21-9 / 21-13
- Majed Yacine Balahoune /  Halla Bouksani –  Tejraj Pultoo /  Sendila Mourat: 21-11 / 21-14
- Majed Yacine Balahoune /  Halla Bouksani –  Ashel Dziva /  Nyasha Kopolo: 21-8 / 21-16
- Andries Malan /  Jennifer Fry –  Kervin Ghislain /  Alisen Camille: 21-13 / 21-12
- Georges Paul /  Kate Foo Kune –  Majed Yacine Balahoune /  Halla Bouksani: 21-12 / 21-5
- Andries Malan /  Jennifer Fry –  Kalombo Mulenga /  Elizaberth Chipeleme: 21-15 / 21-5
- Ahmed Salah /  Menna Eltanany –  James Hilton McManus /  Michelle Butler-Emmett: 21-17 / 16-21 / 21-18
- Georges Paul /  Kate Foo Kune –  Koceila Mammeri /  Linda Mazri: 21-9 / 21-18
- Andries Malan /  Jennifer Fry –  Abdelrahman Abdelhakim /  Nadine Ashraf: 21-10 / 21-14
- Adham Hatem Elgamal /  Doha Hany –  Juma Muwowo /  Ogar Siamupangila: 21-14 / 21-12

#### Endrunde
|  | Halbfinale | Halbfinale                    | Halbfinale | Halbfinale | Halbfinale |  |  | Finale | Finale                     | Finale | Finale | Finale |
|  |            |                               |            |            |            |  |  |        |                            |        |        |        |
|  |            |                               |            |            |            |  |  |        |                            |        |        |        |
|  | 1          | Ahmed Salah Menna Eltanany    | 19         | 15         |            |  |  |        |                            |        |        |        |
|  |            | Georges Paul Kate Foo Kune    | 21         | 21         |            |  |  |        |                            |        |        |        |
|  |            |                               |            |            |            |  |  |        | Georges Paul Kate Foo Kune | 19     | 21     | 19     |
|  |            |                               |            |            |            |  |  |        | Andries Malan Jennifer Fry | 21     | 19     | 21     |
|  |            | Andries Malan Jennifer Fry    | 21         | 21         |            |  |  |        |                            |        |        |        |
|  |            | Adham Hatem Elgamal Doha Hany | 14         | 12         |            |  |  |        |                            |        |        |        |
|  |            |                               |            |            |            |  |  |        |                            |        |        |        |

## Medaillenspiegel
| Rang   | Land      | Gold | Silber | Bronze | Gesamt |
| ------ | --------- | ---- | ------ | ------ | ------ |
| 1      | Südafrika | 2    | 2      | 1      | 5      |
| 2      | Algerien  | 2    | 0      | 1      | 3      |
| 3      | Ägypten   | 1    | 3      | 5      | 9      |
| 4      | Mauritius | 1    | 1      | 1      | 3      |
| 5      | Nigeria   | 0    | 0      | 3      | 3      |
| 6      | Sambia    | 0    | 0      | 1      | 1      |
| Gesamt | Gesamt    | 6    | 6      | 12     | 24     |